# Тильбюри (карета)

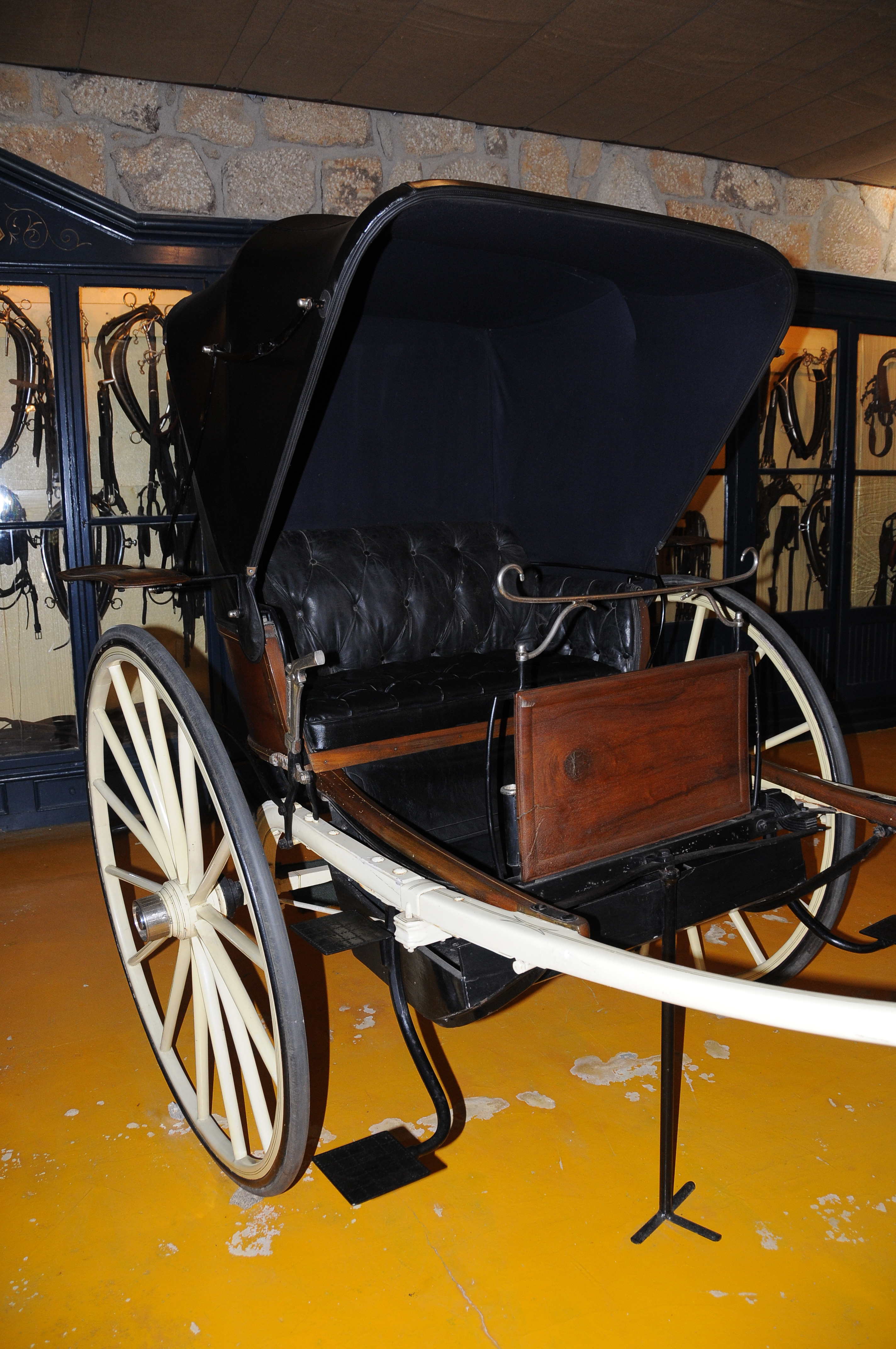
Тильбюри в Geraz do Lima Carriage Museum (Португалия)

Тильбюри́ (тильбери́, от англ. Tilbury) — лёгкая открытая двухколёсная карета, с крышей или без, разработана в начале XIX века лондонской фирмой «Тильбюри», занимавшейся производством карет на Маунт-стрит.
Конный экипаж тильбюри лондонской фирмы включал в себя характерное фирменное «сиденье тильбюри» (сиденье с изогнутой обитой спинкой, укреплённое на проходящем сзади стержне), располагавшееся непосредственно над наклонным багажником. Экипаж был оборудован передней грязезащитной панелью и подножкой; всё это устанавливалось на хорошо продуманной подвеске с упругими листовыми рессорами над единственной осью.
Тильбюри обладало большими колесами для быстрой езды по сельской местности и труднопроходимым дорогам. Благодаря лёгкости и быстроте передвижения, тильбюри считалось опасным средством транспорта для своего времени. Цитата лондонской газеты «Times» от 9 ноября 1857 года:
«Вчера днем с сыном советника британской дипмиссии, господином Адольфом Фоулдом приключилось несчастье: во время поездки по елисейским садам, он почувствовал головокружение и выпал из коляски. В бессознательном состоянии он был доставлен во дворец (the Palace of the Exposition)».
Слово «тильбюри» не имеет прямой связи с одноименным английским городом Тильбюри.